# Ferrari SF16-H
Ferrari SF16-H (nazwa robocza Ferrari 667) – samochód Formuły 1, skonstruowany przez Ferrari na sezon 2016. Kierowcami bolidu zostali: Sebastian Vettel, oraz Kimi Räikkönen.

## Rozwój i prezentacja
25 stycznia 2016 roku bolid przeszedł testy zderzeniowe. 1 lutego Sebastian Vettel ujawnił, że bolid będzie miał, krótszy nos w stylu tego z Toro Rosso STR10, węższy tył, a projekt przedniego zawieszenia pull-rod zostanie porzucony. Bolid został zaprezentowany 19 lutego. Malowanie jest inspirowane barwami, z jakich Ferrari korzystało w sezonie 1975. 3 marca Kimi Räikkönen testował system ochrony kokpitu.

## Wyniki
| Legenda oznaczeń w tabelach wyników Wyświetl szablon na nowej stronie | Legenda oznaczeń w tabelach wyników Wyświetl szablon na nowej stronie                                                                     |
| Oznaczenie                                                            | Wyjaśnienie |
| --------------------------------------------------------------------- | --- |
| Złoty                                                                 | Zwycięzca lub mistrzostwo |
| Srebrny                                                               | 2. miejsce lub wicemistrzostwo |
| Brązowy                                                               | 3. miejsce lub II wicemistrzostwo |
| Zielony                                                               | Ukończył, punktował (w klasyfikacji generalnej, gdy zdobył co najmniej jeden punkt na przestrzeni sezonu, poza trzema powyższymi opcjami) |
| Niebieski                                                             | Ukończył, nie punktował (w klasyfikacji generalnej, gdy nie zdobył co najmniej jednego punktu na przestrzeni sezonu)                      |
| Czerwony                                                              | Nie zakwalifikował się (NZ) |
| Czerwony                                                              | Nie prekwalifikował się (NPK) |
| Różowy                                                                | Nie ukończył (NU) |
| Różowy                                                                | Niesklasyfikowany (NS) (w klasyfikacji generalnej, gdy nie został sklasyfikowany w żadnym wyścigu sezonu)                                 |
| Czarny                                                                | Zdyskwalifikowany (DK) |
| Czarny                                                                | Wykluczony (WYK/EX) |
| Biały                                                                 | Nie wystartował (NW) |
| Biały                                                                 | Kontuzjowany (K/INJ) |
| Biały                                                                 | Wyścig odwołany (OD/C) |
| Bez koloru                                                            | Został wycofany (WYC/WD) |
| Bez koloru                                                            | Nie przybył (NP/DNA) |
| Bez koloru                                                            | Nie brał udziału w treningach (NT/DNP) |
| Bez koloru                                                            | Nie został zgłoszony (–) |
| Pogrubienie                                                           | Start z pole position |
| Kursywa                                                               | Najszybsze okrążenie wyścigu |
| †                                                                     | Nie ukończył, ale jego rezultat został zaliczony ze względu na przejechanie więcej niż 90% dystansu wyścigu.                              |
| *                                                                     | Sezon w trakcie |
| 1/2/3                                                                 | Punktowana pozycja w sprincie |
| Lista systemów punktacji Formuły 1                                    | |

| Sezon | Zespół           | Silnik  | Kierowcy         | Wyniki w poszczególnych Grand Prix | Wyniki w poszczególnych Grand Prix | Wyniki w poszczególnych Grand Prix | Wyniki w poszczególnych Grand Prix | Wyniki w poszczególnych Grand Prix | Wyniki w poszczególnych Grand Prix | Wyniki w poszczególnych Grand Prix | Wyniki w poszczególnych Grand Prix | Wyniki w poszczególnych Grand Prix | Wyniki w poszczególnych Grand Prix | Wyniki w poszczególnych Grand Prix | Wyniki w poszczególnych Grand Prix | Wyniki w poszczególnych Grand Prix | Wyniki w poszczególnych Grand Prix | Wyniki w poszczególnych Grand Prix | Wyniki w poszczególnych Grand Prix | Wyniki w poszczególnych Grand Prix | Wyniki w poszczególnych Grand Prix | Wyniki w poszczególnych Grand Prix | Wyniki w poszczególnych Grand Prix | Wyniki w poszczególnych Grand Prix | Wyniki kierowców | Wyniki kierowców | Wyniki konstruktora | Wyniki konstruktora |
| 2016  |                  |         |                  | Australia                          | Bahrajn                            |                                    | Rosja                              | Hiszpania                          | Monako                             | Kanada                             | Unia Europejska                    | Austria                            | Wielka Brytania                    | Węgry                              | Niemcy                             | Belgia                             | Włochy                             | Singapur                           | Malezja                            | Japonia                            | Stany Zjednoczone                  | Meksyk                             | Brazylia                           |                                    | Pkt.             | Msc.             | Pkt.                | Msc.                |
| ----- | ---------------- | ------- | ---------------- | ---------------------------------- | ---------------------------------- | ---------------------------------- | ---------------------------------- | ---------------------------------- | ---------------------------------- | ---------------------------------- | ---------------------------------- | ---------------------------------- | ---------------------------------- | ---------------------------------- | ---------------------------------- | ---------------------------------- | ---------------------------------- | ---------------------------------- | ---------------------------------- | ---------------------------------- | ---------------------------------- | ---------------------------------- | ---------------------------------- | ---------------------------------- | ---------------- | ---------------- | ------------------- | ------------------- |
| 2016  | Scuderia Ferrari | Ferrari | Sebastian Vettel | 3                                  | NW                                 | 2                                  | NU                                 | 3                                  | 4                                  | 2                                  | 2                                  | NU                                 | 9                                  | 4                                  | 5                                  | 6                                  | 3                                  | 5                                  | NU                                 | 4                                  | 4                                  | 5                                  | 5                                  | 3                                  | 212              | 4                | 398                 | 3                   |
| 2016  | Scuderia Ferrari | Ferrari | Kimi Räikkönen   | NU                                 | 2                                  | 5                                  | 3                                  | 2                                  | NU                                 | 6                                  | 4                                  | 3                                  | 5                                  | 6                                  | 6                                  | 9                                  | 4                                  | 4                                  | 4                                  | 5                                  | NU                                 | 6                                  | NU                                 | 6                                  | 186              | 6                | 398                 | 3                   |